# Canlers
Canlers ist eine französische Gemeinde im Département Pas-de-Calais in der Region Hauts-de-France. Sie gehört zum Kanton Fruges im Arrondissement Montreuil.

## Lage
Die Gemeinde Canlers liegt im Zentrum des Artois, 33 Kilometer westlich von Béthune. Nachbargemeinden von Canlers sind Verchin im Nordosten und Osten, Tramecourt im Südosten, Azincourt im Südwesten, Ruisseauville im Westen sowie Fruges im Nordwesten.

## Bevölkerungsentwicklung
| Jahr                       | 1962 | 1968 | 1975 | 1982 | 1990 | 1999 | 2006 | 2012 | 2022 |
| -------------------------- | ---- | ---- | ---- | ---- | ---- | ---- | ---- | ---- | ---- |
| Einwohner                  | 183  | 173  | 194  | 178  | 161  | 175  | 186  | 176  | 163  |
| Quellen: Cassini und INSEE |      |      |      |      |      |      |      |      |      |

## Sehenswürdigkeiten

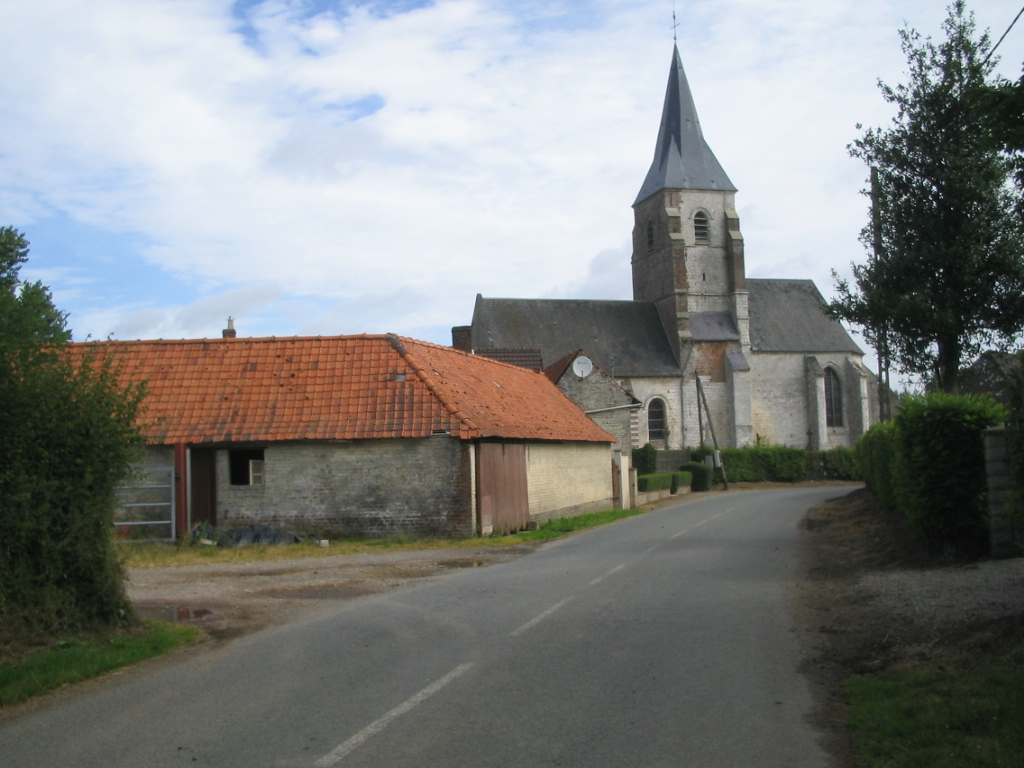
Kirche Notre-Dame-du-Rosaire
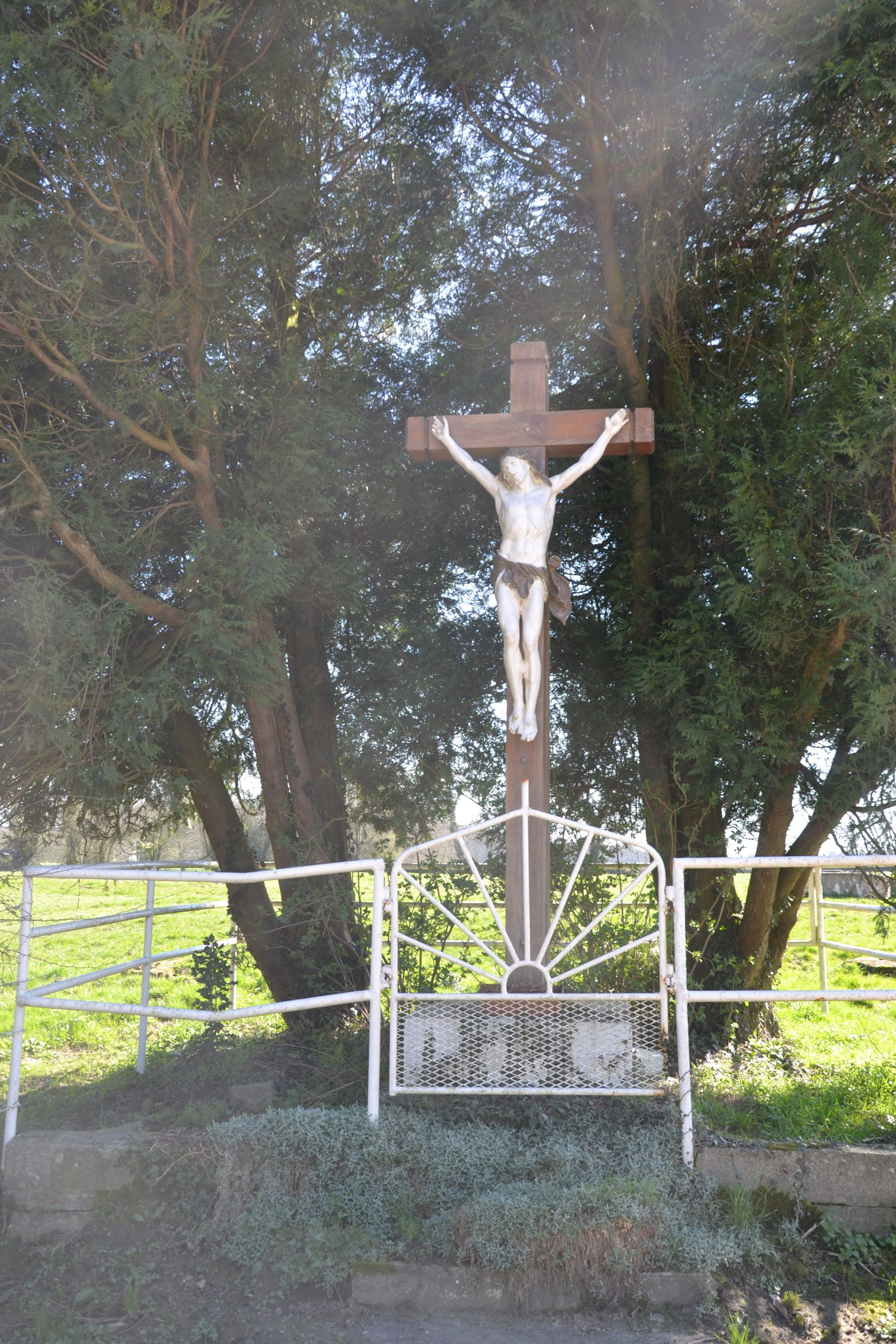
Calvaire

- Kirche Notre-Dame-du-Rosaire
- Calvaire